# Jéssica Cediel
Jéssica Eliana Cediel Silva, née à Bogotá en Colombie le 4 avril 1982, est une journaliste, mannequin et animatrice de la télévision colombienne, reconnue pour avoir présenté les programmes Muy Buenos Días et Nuestra semana, nuestra tele (Notre semaine, notre télévision) sur RCN Televisión. De 2014 au 22 novembre 2016, elle a fait partie des présentateurs d'Univision. Le 22 novembre 2016, elle est rentrée au pays pour présenter Yo Me Llamo sur Caracol Televisión.

## Biographie
Jéssica Cediel a étudié la communication sociale et le journalisme à l'université de La Sabana à Chía. En 2002, avant de terminer ses études, elle a participé au concours Señorita Bogotá, organisé par le Miss Colombie afin de désigner la « miss beauté » de la capitale colombienne. Jéssica a été élue vice-reine de Bogotá. La participation à ce concours lui a permis de travailler ensuite à la télévision colombienne.
Sa carrière dans les médias a débuté en tant que mannequin pour des publicités et pour des magazines. Sa première apparition en tant qu'animatrice de télévision eut lieu dans l'émission du Bravissimo sur Citytv, pour la rubrique « Bogotaneando ».
En juillet 2007, elle arrive sur Canal RCN en tant que présentatrice de l'émission Muy Buenos Días qui est maintenant présentée par Laura Acuña, Jota Mario Valencia, Milena López et Adriana Betancur.
En mars 2011, elle quitte Muy Buenos Días pour présenter Nuestra semana, nuestra tele, une émission de divertissement, en compagnie du comédien colombien Alejandro Riaño. Elle faisait également partie des  présentatrices-mannequins de Estilo RCN. En novembre 2011, il a été révélé que Jéssica Cediel avait des problèmes de santé en raison d'une opération de chirurgie esthétique réalisée par le chirurgien Martín Carrillo. En mars 2012, la présentatrice a engagé une action en justice contre Carrillo et a demandé une indemnité de 400 millions de pesos.
En juin 2014, elle déménage à Miami pour faire partie de l'équipe de l'émission El Gordo y la Flaca sur Univisión. En tant que présentatrice de spectacles, elle a également travaillé pour Sal and Pepper, du même réseau de télévision.

## Carrière

### En tant que présentatrice
| Année     | Émissions                     | Rôle               | Chaîne             |
| --------- | ----------------------------- | ------------------ | ------------------ |
| 2018      | Exatlón Estados Unidos        | Reporter numérique | Telemundo          |
| 2018      | Viva el Mundial y Más         | Présentatrice      | Telemundo          |
| 2018      | La vuelta a Rusia en 80 risas | Invitée            | Caracol Televisión |
| 2017      | Yo Me Llamo: 5ta temporada    | Présentatrice      | Caracol Televisión |
| 2015-2017 | Sal y Pimienta                | Présentatrice      | Univision          |
| 2016-2017 | Premios Juventud              | Présentatrice      | Univision          |
| 2014-2015 | El gordo y la flaca           | Présentatrice      | Univision          |
| 2012-2014 | Nuestra semana, nuestra tele  | Présentatrice      | RCN Televisión     |
| 2011-2014 | Estilo RCN                    | Présentatrice      | RCN Televisión     |
| 2007-2011 | Muy Buenos Días               | Présentatrice      | RCN Televisión     |
| 2002-2007 | Bravissimo                    | Présentatrice      | Citytv             |

### En tant qu'actrice
Télévision
| Année | Production                    |
| ----- | ----------------------------- |
| 2014  | Los graduados                 |
| 2011  | Historias Clasificadas        |
| 2006  | Hasta que la plata nos separe |

Cinéma
| Année | Production                    | Personnage | Notes                 |
| ----- | ----------------------------- | ---------- | --------------------- |
| 2017  | Nadie Sabe Para Quién Trabaja | Antonia    | Protagoniste          |
| 2017  | Una Comedia Macabra           | Lamia      | Performance spéciale, |
| 2017  | Condorito: La Pelicula        | Yayita     | Voix                  |
| 2014  | Todas Para Uno                | María      | Protagoniste          |

## Prix et nominations
| Année | Prix                        | Catégorie                                | Média/Programme              | Résultat |
| ----- | --------------------------- | ---------------------------------------- | ---------------------------- | -------- |
| 2012  | Prix TVyNovelas             | Meilleur présentatrice de divertissement | Nuestra semana, nuestra tele | gagnante |
| 2014  | Kids Choice Awards Colombia | Personnalité préférée                    | Twitter                      | Nommée   |
| 2014  | Prix TVyNovelas             | Meilleur présentatrice de divertissement | Nuestra semana, nuestra tele | Nommée   |
| 2014  | Prix TVyNovelas             | Meilleur présentatrice de divertissement | Estilo RCN                   | Nommée   |